# Georges Saint-Cyr

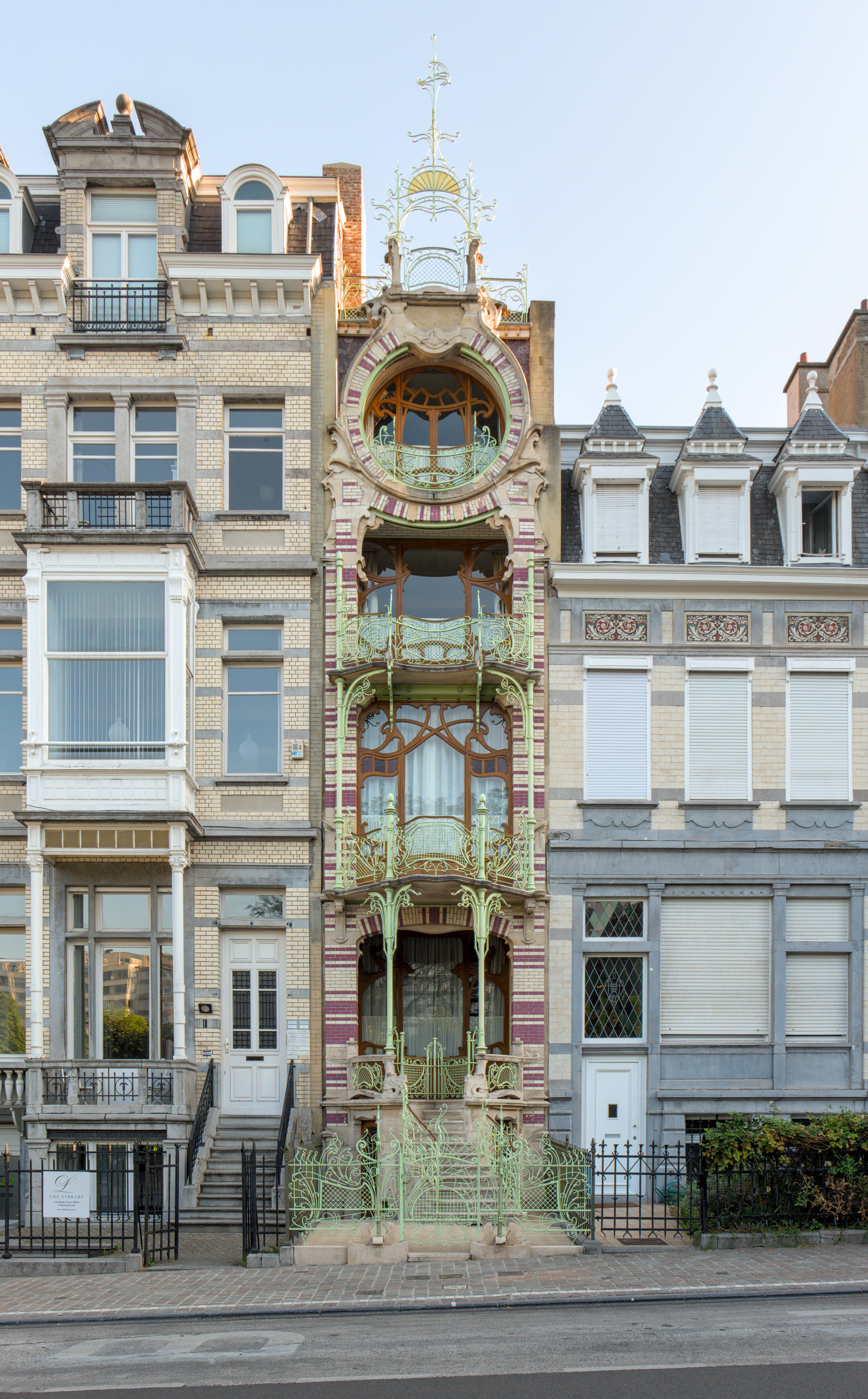
La maison de Saint Cyr, 11, square Ambiorix, construite par l'architecte Gustave Strauven pour le peintre Georges de Saint Cyr.

Georges de Saint Cyr ou Georges Saint Cyr, est un artiste peintre actif à Bruxelles dans le dernier quart du XIXe siècle et à l'époque de l'Art nouveau.

## Son œuvre picturale
Il se fit connaître comme peintre mondain, peignant dans un style conventionnel, qui fait penser à Gervex, des portraits et des scènes d'intérieurs où il représente des personnages dans de riches décors ("Madame boude").

## Expositions
- 1884 : Exposition générale des Beaux-Arts à Bruxelles.
- 1886 : Exposition Triennale de Gand, n° 195, portrait de Madame Zinah de Nuovina, mezzo soprano, qui débuta au Théâtre de la Monnaie à Bruxelles et deviendra Princesse Obrénovitch de Serbie[4].
- 1891 : Exposition conjointe de Léon Mignon et Georges Saint-Cyr, salle Verlat à Anvers, à partir du 28 juin[5].

## Enseignement
Outre la pratique de son art, le peintre de Saint Cyr enseignait la peinture dans son atelier et parmi ses disciples l'on compte Charles Buls, futur bourgmestre de Bruxelles.

## Le bâtisseur
Il était un important propriétaire terrien à Schaerbeek. Il y possédait un établissement horticole. L'avenue Clays à Schaerbeek fut construite sur sa propriété, il y fit bâtir plusieurs maisons dont le numéro 67 servant d'entrée à ses serres.
Son œuvre picturale est encore mal répertoriée, mais son nom est connu dans l'histoire de l'architecture bruxelloise car il fit construire à son usage personnel deux maisons remarquables à Bruxelles.
- D'abord en 1885 sa pittoresque maison-atelier néo-Renaissance flamande appelée "Villa Saint-Cyr" millésimée "ANNO 1885" en façade latérale, située à Schaerbeek, rue Thomas Vinçotte, 42 (à l'époque "rue de la Consolation"), et qui fut rachetée en 1900 par le peintre Herman Richir, directeur de l'Académie royale des beaux-arts de Bruxelles, ensuite :
- Ensuite entre 1901 et 1903 la Maison de Saint Cyr de style Art nouveau située 11, Square Ambiorix, à Bruxelles, dont il confia la réalisation à l'architecte Gustave Strauven.